# Грчка митологија
Грчка митологија је корпус митова који воде порекло из античке Грчке. Ове приче се баве пореклом и природом света, животом и активностима божанстава, хероја, и митолошких бића, као и пореклом и значењем култа и ритуала старих Грка. Савремени научници проучавају митове у покушају да расветле религијске и политичке установе античке Грчке и њене цивилизације и да стекну разумевање природе мита.
Грчки митови су првобитно ширени усмено-поетичком традицијом, највјеројатније од стране минојских и микенских певача, почевши од 18. века пре нове ере; и на крају у виду митова о херојима тројанског рата и његовим последицама, који су постали део усмене традиције преко Хомерових епова, Илијадае и Одисеје. Две песме Хомеровог савременика, Хесиода, Теогонија и Послови и дани, садрже приче о настанку света, наслеђу божанских владара, стварању човека, пореклу људских невоља и жртвених пракси. Митови су такође сачувани у Хомерским химнама, у одељцима епова о епском циклусу, у лирским песмама, трагедијама и комедијама из петог века пре нове ере, у научним и песничким списима хеленистичког доба и текстовима из времена римског царства, писаним од стране Плутарха и Паусаније.
Поред приповедачких налазишта античке Грчке књижевности, сликовити прикази богова, хероја и митолошких догађаја били су истакнути на древним вазама-сликама, украсима заветованих жртава и многим другим артефактима. Геометријски нацрти на керамици из осмог века пре нове ере приказују сцене из тројанског циклуса као и Хераклове подвиге. У наставку архајског, класичног и хеленистичког периода, појављују се Хомерске и разне друге митолошке сцене, које допуњују постојеће књижевне изворе.
Грчка митологија је имала велики утицај на културу, уметност и књижевност западњачких цивилизација и остаје део њиховог културног наслеђа и језика. Песници и сликари су од античког доба до данас вукли инспирацију из грчке митологије и открили су савремени значај и релевантност у уметничким темама.

## Настанак света
По грчком миту, у почетку су небо и земља били измешани и владао је Хаос. Затим су се из Хаоса издвојили богиња Геја - земља и Уран - небо. Њих двоје изродили су остале богове - титане. Међутим, Уран бојећи се да му неко од деце не преузме власт затвори титане под земљу. Међутим, један бог - Хронос успео је да изађе из провалије и да ослободи осталу браћу и сестре. Тада, као што се Уран и бојао, Хронос одузме власт оцу и постаде господар света. Међутим, Хроноса је затекла иста судбина као и његовог оца, јер га је свргнуо са власти његов млађи син - Зевс.

## Настанак људи
У почетку, Грци су мислили да су људи никли из земље попут биљака, међутим временом је то веровање одбачено и мислило се да је титан Прометеј од глине направио човека, а да му је Атена удахнула душу. Прометеј је људе штитио, помагао им и учио их. Од Аполона је украо ватру и дао је људима, ухватио је дивљег бика и дао људима да га упрегну, научио их је како да ваде руде. Због свега овога Зевс се наљутио и наређено је да Прометеј буде окован гвозденим ланцима и на Кавказу он беше прикован за једну стену где је сваки дан слетао орао који му је кљуцао јетру. Прометеј је дуго овако висио док га Херакле није ослободио.

## Хероји
У грчкој митологији спомињу се и полубогови, који се називају херојима. Они имају натчовечанску снагу, памет, спретност. Обично су били синови богова и смртника, заштитници људи, убице чудовишта и разбојника. Најпознатији грчки хероји јесу Херакле (Хераклес, Херкулес, Херкул), Тезеј, Јасон, Персеј, Диоскури.

## Грчки митови
Неки од најпознатијих грчких митова су:
- Прометеј
- Персеј
- Дедал и Икар
- Адонис
- Мида
- Аталанта
- Тантал
- Дионис
- Сизиф
- Орфеј и Еуридика
- Херакле
- Тезеј
- Медеја
- Илијада
- Пандора
- Одисеја
- Диоскури
- Аргонаути
- Персефона